# 양선형
양선형(1990년~ )은 대한민국의 소설가이다. 2014년 『문학과사회』 신인문학상으로 등단했다. 소설집으로 『감상 소설』, 『클로이의 무지개』, 『말과 꿈』이 있다.

## 작품 목록
- 『감상 소설』(문학과지성사, 2018)
- 『클로이의 무지개』(문학과지성사, 2022)
- 『말과 꿈』(자음과모음, 2023)
- 『V섬의 검은 짐승』(문학실험실, 2023)